# Joko Mardianto
Joko Mardianto (* um 1965) ist ein indonesischer Badmintonspieler. 

## Karriere
Joko Mardianto wurde bei der Badminton-Weltmeisterschaft 1989 jeweils 17. im Herrendoppel und im Mixed. Im gleichen Jahr gewann er Bronze bei den Südostasienspielen im Doppel. 1992 wurde er Asienmeister im Mixed mit Sri Untari.

## Sportliche Erfolge
| Saison | Veranstaltung      | Disziplin    | Platz | Name                            |
| ------ | ------------------ | ------------ | ----- | ------------------------------- |
| 1989   | Weltmeisterschaft  | Mixed        | 17    | Joko Mardianto / Dwi Elmyati    |
| 1989   | Weltmeisterschaft  | Herrendoppel | 17    | Aryono Miranat / Joko Mardianto |
| 1989   | Südostasienspiele  | Herrendoppel | 3     | Aryono Miranat / Joko Mardianto |
| 1992   | Asienmeisterschaft | Mixed        | 1     | Joko Mardianto / Sri Untari     |
| 1993   | Hong Kong Open     | Mixed        | 3     | Joko Mardianto / Sri Untari     |